# Allied Telesis
Allied Telesis K.K. (jap. アライドテレシス株式会社, Araido Tereshisu Kabushiki kaisha) ist ein internationaler Anbieter von sicheren IP/Ethernet-Zugangslösungen und Branchenführer in der Entwicklung von IP Triple-Play-Netzwerken über Kupfer- und Glasfaser-Zugangsinfrastrukturen.
Die integrierte POTS-to-10G Internet iMAP Multiservice-Zugangsplattform und die intelligenten Multiservice-Gateways (iMG) ermöglichen den Betreibern von öffentlichen und privaten Netzwerken sowie Service Providern aller Größen in Verbindung mit fortschrittlichem Switching, Routing, und IPv6-konformen Transportlösungen den Einsatz skalierbarer Carrier-Grade-Netzwerke für kostengünstige paketbasierende Sprach-, Video- und Datendienste.

## Geschichte
Allied Telesis gehört zur Allied Telesis Gruppe, vormals unter Allied Telesyn bekannt, und wird im März 1987 in Japan mit einem Kapital in Höhe von 1 Million Yen (umgerechnet etwa 8.500 Euro) unter dem Namen System Plus Co. gegründet. Bereits nach 6 Monaten wird das Unternehmen in Allied Telesis K.K. umbenannt. Nach der Erhöhung des Fremdkapitals auf 99 Millionen Yen (circa 850.000 Euro) drei Jahre später erfolgt 1991 die Expansion nach Singapur durch die Niederlassung Allied Telesyn Intl. Asia Pte., Ltd.
Im Jahre 1995 folgen der Markteintritt in Australien (Allied Telesyn Intl. Pty Ltd.) sowie die Eröffnung eines Sales Office in Malaysia. Zwei Jahre später wird das Fremdkapital auf 734 Millionen Yen erhöht (ungefähr 6,26 Millionen €) sowie ein weiteres Büro in Taiwan eröffnet.
1999 erwirbt das Unternehmen einen Netzwerkbereich von Teltrend Ltd. US und gründet Centrecom Systems Ltd. in Großbritannien. Es folgt ein Jahr später der Markteintritt in Italien durch Allied Telesyn Europe Service S.r.l. sowie in Korea mit Allied Telesyn Korea Co., Ltd und die Gründung eines Research- & Development-Zentrums (Allied Telesyn Labs New Zealand Ltd.) in Christchurch, New Zealand. Zudem ist die Allied Telesis K.K. an der Börse in Tokyo in der zweiten Sparte (für mittelgroße Unternehmen, Anm. d. Red.) gelistet.
Im Jahre 2001 erfolgt die Gründung eines Software-Entwicklungszentrums auf den Philippinen (Allied Telesyn Philippines Inc.) und der Markteintritt in Österreich (Allied Telesyn International GmbH) sowie in China (Allied Telesis Suzhou Co., Ltd.) neben der Eröffnung eines weiteren Research- & Development-Zentrums in North Carolina, USA (Allied Telesyn Networks Inc.).
2002 wird auch nach Spanien (Allied Telesyn International S.L.U.) und in die Schweiz (Allied Telesyn International SA) expandiert.
Am 1. Juli 2004 wird die alte Allied Telesis K.K. in Allied Telesis Holdings K.K. umbenannt und die gegenwärtige Allied Telesis K.K. als 100%ige Tochter neugegründet.
Ein Jahr später erwirbt das Unternehmen ROOT Inc., ein Wireless-Netzwerkunternehmen. Zudem wird eine weitere Niederlassung (Allied Telesis Capital Corp) in Washington, USA gegründet. 2006 eröffnet eine weitere Zweigstelle (Allied Telesis Capital Corp) auf der Yokota Air Base in Japan.
2007 wird Switchblade x908 in den Markt eingeführt. Außerdem startet die Zweigstelle Allied Telesis Yokota AFB mit IPTV als Teils des IVVD Vertrages mit AAFES für die Yokota Community. Ein Jahr später fügt Allied Telesis Yokota AFB 23 Kanäle zum Video-Angebot hinzu und setzt auf einen Kernanbieter für Telefongespräche in die USA. Zudem bringt Allied Telesis verschiedene umweltfreundliche Netzwerkprodukte („Green IT“) auf den Markt.

## Lösungen und Produktportfolio
Allied Telesis bietet Lösungen für Netzwerke im Carrier-, Enterprise- und Connectivity-Bereich. Dazu gehören Access-, Aggregations-, Backbone- und Core-Transport-Technologien für Ethernet/IP-basierende Lösungen sowie End-to-End-Netzwerklösungen und Ethernet-Netzwerke für Enterprise-Kunden oder Connectivity-Systeme. Außerdem bietet und entwickelt Allied Telesis verschiedene Produkte für Hardware & Services, IT Infrastructure, Core Network Solutions und Secure Access Solutions.
- Switches: als managed, unmanaged und WebSmart Versionen für unterschiedliche Infrastrukturen (Kupfer und LWL) und den Einsatz vom Core- bis zum Edge-Bereich
- Router: Access Router Serie WAN und Internet Multiservice Access, Lösungen für T1/E1, ISDN, xDSL und Mietleitungen, Hardware- und Softwarefunktionen wie fortschrittliches Routing, QoS, IPv6, modulare VPN Router, Unterstützung für konventionelle Protokolle (IPX, Frame Relay) und Stateful Inspection Firewall
- Media Converter: für Mischung von Medien und Datenraten in Kupfer- und Glasfaser-Systemen, Kombination von Technologien mit Legacy-Systemen, Erhöhung der Legacy-Peripherie Nutzungsdauer
- NICs: Ethernet-Konnektivität für Sprach-, Video- und Datentransfer zum Desktop, integrierte Softwarediagnose für Wartung, Betrieb & Fehlerbehebung; Unterstützung von Kupfer- und Glasfaser-Ports: RJ-45, SC, ST, MT-RJ und BNC